# Apareiodon affinis
Espèce
Apareiodon affinis est une espèce poissons d'eau douce de la famille des Parodontidae.

## Répartition
Apareiodon affinis est originaire du bassin de la Plata,.

## Description
Apareiodon affinis peut mesurer jusqu'à 181 mm de longueur totale. Comme les autres characides, il a une bouche sur la face inférieure de la tête avec une lèvre supérieure peu développée. Il n'y a pas de dents dentaires et les nageoires pectorales ont un seul rayon de nageoire non ramifié que le poisson utilise pour se soutenir sur le substrat.
C'est un poisson benthopélagique qu'on retrouve dans des mares et des étangs, mais aussi dans des eaux torrentueuses.
Son régime alimentaire est constitué d'algues et de petites proies vivantes.

## Écologie
Apareiodon affinis est un poisson d'eau libre, et était l'une des nombreuses espèces de poissons dans un réservoir sur le fleuve Paraná à prospérer lorsque de grands macrophytes submergés ont été éliminés. Le régime alimentaire se compose de diatomées, d'algues vertes et du périderme de la végétation aquatique, peut-être enlevé accidentellement pendant que le poisson gratte les algues.
Le caryotype de ce poisson varie selon les populations. Dans le bassin du Haut Paraná, les sexes ont des nombres diploïdes distincts, les mâles montrant 2n = 54 et les femelles 2n = 55. Ils ont un système multifactoriel de détermination du sexe ZW où la femelle est déterminée par ZW1W2 et le mâle par ZZ. Dans le système fluvial séparé de Cuiabá, tous les individus affichent 2n = 54.Il s'agit d'une espèce non migratrice et sa stratégie de reproduction implique une fertilisation externe et un manque de soins parentaux pour les œufs ou les jeunes.

## Systématique
Le nom valide complet (avec auteur) de ce taxon est Apareiodon affinis (Steindachner, 1879).
L'espèce a été initialement classée dans le genre Parodon sous le protonyme Parodon affinis Steindachner, 1879.
Apareiodon affinis a pour synonymes :
- Apareiodon paraguayensis (Eigenmann, 1907)
- Parodon affinis Steindachner, 1879
- Parodon paraguayensis Eigenmann, 1907